# Бендюк Микола Миколайович
Микола Миколайович Бендюк (нар. 7 березня 1967, с. Оженин, Рівненська область) — український художник-реставратор, мистецтвознавець, краєзнавець, історик, науковець, колекціонер, громадський діяч. Член Української Гельсінської спілки (1989).

## Життєпис
Микола Бендюк народився 7 березня 1967 року в селі Оженині, нині Острозької громади Рівненського району Рівненської области України.
Навчався в Острозькій середній школі № 3 (1984). Закінчив Славутське СПТУ № 23 (1985), Львівський філіал Державної науково-дослідної реставраційної майстерні (1989, реставрація темперного малярства; 1991, реставрація станкового олійного живопису; м. Київ), Українську Вищу школу реставраторів (1993), Національний університет «Острозька академія» (2018).
У 1985—1987 роках проходив службу в армії.
Працював молодшим науковим співробітником (1988—1994), художником-реставратором (від 1998, за сумісництвом) Острозького державного історико-культурного заповідника, художником-реставратором приватного підприємства «Орлан» (1994—1998, м. Київ). Нині — мистецтвознавець, реставратор, керівник арт-кластеру Національного університету «Острозька академія».
2022 року разом із другом Олександром Гребенюком на горищі власного сільського будинку в с. Розважі Рівненського району віднайшов оригінали гравюр художника і члена ОУН-УПА Ніла Хасевича.
Зберігає понад 300 «Кобзарів» Тараса Шевченка, а також збірку народної ікони. Відреставрував давній іконостас у с. Розважі Рівненського району; більш як 1000 ікон та картин XVI—XX ст. Серед них образи: «Межиріцька Богородиця», «Дерманська Богородиця», «Святий Антоній Межиріцький», «Острозька Богородиця», «Святий Пророк Мойсей», «Христос — Виноградна Лоза».

### Громадська діяльність
1988 року в рідному селі першим підняв прапор над Рівненщиною.
1989 року один із перших організував осередок «Народного руху України за перебудову» на Острожчині. 1990-го очолив Острозький осередок, а згодом — районну організацію Народного руху України.
2016 року заснував Острозьку районну громадську організацію «Братство імені князів Острозьких», ГО «Слава князів Острозьких. Перемога під Оршею» та «ОстАрт». Директор «Музею родини Шереметьєвих», голова Фонду реставраторів України.

## Доробок
Автор понад 70 наукових публікацій, співавтор видання «Острозька енциклопедія». Сфера наукових інтересів: іконопис, живопис, декоративно-ужиткове мистецтво, книгодрукування, історія роду князів Острозьких, етнографія та дослідження визвольних змагань в Україні ХХ ст.
Книги:
- «Золотарство Острожчини» (2009);
- «Культурна спадщина Рівненського краю» (2010, співавтор)[14];
- «Історія Оженина, Бродова, Стадник та Краєва» (2011, співавтор);
- «150 святинь Великої Волині» (2011, фотоальбом, співавтор)[15];
- «Шляхами Великої Волині» (2011, фотоальбом, співавтор)[15];
- «Історія та легенди давнього Острога» (2012);
- «Історія та легенди сіл Рівненського району» (2012);
- «Томаш Оскар Сосновський» (1812–1886)» (2012);
- «Юрій Нікітін — художник, містик, філософ» (2013, співавтор).

## Нагороди
- медаль «50-ліття створення УПА» (1992);
- медаль «За будівництво Байкало-Амурської магістралі»;
- нагрудний знак «50-ліття формування військової частини»;
- знак та Почесна грамота Рівненської ОДА (2011).

### Відеофрагменти
- Життя людини — Микола Бендюк на YouTube // ITV media group. — 2019. — 13 травня.
- 30 років реставрує ікони: історія художника з Рівненщини Миколи Бендюка на YouTube // Суспільне Рівне. — 2024. — 13 січня.
- «Воскресив» сотні ікон: рівненський реставратор розповів про тонкощі роботи на YouTube // Суспільне Рівне. — 2020. — 15 лютого.
- Унікальні і навіть зі скла: на Рівненщині колекціонер зібрав понад 300 «Кобзарів» на YouTube // Суспільне Рівне. — 2021. — 10 березня.
- Микола Бендюк. Суботня тема на YouTube // Суспільне Рівне. — 2018. — 23 грудня.
- Микола Бендюк у 1988р. вивісив жовто-блакитний прапор у с. Ожениш Рівненської області на YouTube // ГІТ. — 2022. — 24 серпня.